# European Athletics

Emblemat EA.

European Athletics (EA, do 2009 r. European Athletic Association – EAA) – międzynarodowa organizacja sportowa założona 1 listopada 1969, działająca na obszarze Europy, jako jedno z sześciu kontynentalnych stowarzyszeń World Athletics, zrzeszająca obecnie 51 członków (krajowych federacji lekkoatletycznych). Od 1 stycznia 2004 siedzibą jego władz i administracji jest Lozanna.

## Historia
24 września 1933 w Berlinie, na spotkaniu IAAF, powołano do życia Komitet Europejski (ang. European Committee), na czele którego stanął Szilard Stankovits. Pierwsze posiedzenie organizacji odbyło się 7 stycznia 1934 w Budapeszcie. Postanowiono wówczas o zorganizowaniu, w czerwcu 1934 r. w Turynie pierwszej edcyji mistrzostw Europy. Komitet był wybierany przez wszystkich członków IAAF. W 1966 r. pierwszy raz w wyborach wzięli udział wyłącznie członkowie europejscy. 1 listopada 1969, podczas zjazdu IAAF w Bukareszcie, utworzono Europejskie Stowarzyszenie Lekkiej Atletyki. W sierpniu 1970 r., na kongresie IAAF w Sztokholmie, zatwierdzono jego statut. Następstwem tych wydarzeń był pierwszy oficjalny kongres European Athletic Association, który odbył się 7 listopada 1970 w Paryżu. Pierwszym przewodniczącym organizacji był Holender Adriaan Paulen. Od 2009 r. w ramach zmiany wizerunku organizacja zmieniła nazwę na European Athletics.

## Przewodniczący
| Imię i nazwisko      | Państwo         | Okres     | Uwagi                       |
| -------------------- | --------------- | --------- | --------------------------- |
| Adriaan Paulen       | Holandia        | 1969–1976 |                             |
| Arthur Gold          | Wielka Brytania | 1976–1987 |                             |
| Carl-Olaf Homen      | Finlandia       | 1987–1999 |                             |
| Hansjörg Wirz        | Szwajcaria      | 1999–2015 |                             |
| Svein Arne Hansen    | Norwegia        | 2015–2020 | zmarł przed końcem kadencji |
| Dobromir Karamarinow | Bułgaria        | 2020–     |                             |

## Członkowie
| Państwo              | Federacja                                         |
| -------------------- | ------------------------------------------------- |
| Albania              | Federata Shqiptare e Atletikës                    |
| Andora               | Federació Andorrana d’Atletisme                   |
| Armenia              | Hajastani Atletikaji Federacia                    |
| Austria              | Österreichischer Leichtathletik-Verband           |
| Azerbejdżan          | Azərbaycan Atletika Federasiyası                  |
| Białoruś             | Biełaruskaja fiederacyja lohkaj atletyki          |
| Belgia               | Ligue Royale Belge d’Athlétisme                   |
| Bośnia i Hercegowina | Atletski savez Bosne i Hercegovine                |
| Bułgaria             | Byłgarska Federacija Leka Atletika                |
| Chorwacja            | Hrvatski atletski savez                           |
| Czarnogóra           | Atletski savez Crne Gore                          |
| Cypr                 | Kipriaki Omospondia Atlitismu Stiwu               |
| Czechy               | Český atletický svaz                              |
| Dania                | Dansk Atletik Forbund                             |
| Estonia              | Eesti Kergejõustikuliit                           |
| Finlandia            | Suomen Urheiluliitto                              |
| Francja              | Fédération Française d’Athlétisme                 |
| Grecja               | Sindesmos Elinikon Jimnastikon Atlitikon Somation |
| Gruzja               | Sakartwelos mdzleosnobis erownuli pederacia       |
| Gibraltar            | Gibraltar Amateur Athletic Association            |
| Hiszpania            | Real Federación Española de Atletismo             |
| Holandia             | Koninklijke Nederlandse Atletiek Unie             |
| Islandia             | Frjálsíþróttasamband Íslands                      |
| Irlandia             | Athletics Association of Ireland                  |
| Izrael               | Israeli Athletic Association                      |
| Kosowo               | Federata e Atletikës së Kosovës [od 2015]         |
| Liechtenstein        | Liechtensteiner Leichtathletikverband             |
| Litwa                | Lietuvos lengvosios atletikos federacija          |
| Luksemburg           | Fédération Luxembourgeoise d’Athlétisme           |
| Łotwa                | Latvijas Vieglatlētikas savienība                 |
| Macedonia Północna   | Atłetska Federacija na Makedonija                 |
| Malta                | Malta Amateur Athletic Association                |
| Mołdawia             | Federația de Atletism din Republica Moldova       |
| Monako               | Fédération Monégasque d’Athlétisme                |
| Niemcy               | Deutscher Leichtathletik-Verband                  |
| Norwegia             | Norges Friidrettsforbund                          |
| Polska               | Polski Związek Lekkiej Atletyki                   |
| Portugalia           | Federação Portuguesa de Atletismo                 |
| Rumunia              | Federația Română de Atletism                      |
| Rosja                | Wsierossijskaja fiedieracyja logkoj atletiki      |
| San Marino           | Federazione Sammarinese Atletica Leggera          |
| Serbia               | Srpski Atletski Savez                             |
| Słowacja             | Slovenský atletický zväz                          |
| Słowenia             | Atletska zveza Slovenije                          |
| Szwajcaria           | Swiss Athletics                                   |
| Szwecja              | Svenska Friidrottsförbundet                       |
| Turcja               | Türkiye Atletizm Federasyonu                      |
| Ukraina              | Federacija łehkoji atłetyky Ukrajiny              |
| Węgry                | Magyar Atlétikai Szövetség                        |
| Wielka Brytania      | UK Athletics                                      |
| Włochy               | Federazione Italiana di Atletica Leggera          |

## Imprezy sportowe
European Athletics jest organizatorem najważniejszych zawodów lekkoatletycznych na „starym kontynencie”: mistrzostw Europy, halowych mistrzostw Europy, drużynowych mistrzostw Europy, młodzieżowych mistrzostw Europy i mistrzostw Europy juniorów.